# Günter Wilhelms
Günter Wilhelms (* 30. August 1958 in Borgentreich) ist ein deutscher römisch-katholischer Theologe sowie Sozialethiker. 

## Leben
Günter Wilhelms studierte Katholische Theologie, Psychologie und Soziologie in Paderborn, Würzburg und Eichstätt. Er wurde in Pastoraltheologie promoviert und habilitierte sich in Christlicher Sozialethik. Im Rahmen seiner wissenschaftlichen Arbeit war er Wissenschaftlicher Assistent bzw. Oberassistent in Eichstätt und Bamberg, als auch außerplanmäßiger Professor für Christliche Soziallehre an der Universität Bamberg. Zwischenzeitlich war er von September 1998 bis September 2004 Direktor des Kardinal-von-Galen-Hauses; Kath. Akademie und Heimvolksschule.
Seit September 2004 ist er Inhaber des Lehrstuhls für Christliche Gesellschaftslehre an der Theologischen Fakultät Paderborn, der er von Oktober 2005 bis 2007 ebenfalls als Rektor vorstand. Seine Arbeitsschwerpunkte sind Wirtschaftsethik und politische Ethik, Kultur, Kirche und Religion in der modernen Gesellschaft.
Günter Wilhelms ist verheiratet und hat zwei Kinder.

## Schriften
- Sinnlichkeit und Rationalität. Der Beitrag Alfred Lorenzers zu einer Theorie religiöser Sozialisation. Verlag W. Kohlhammer, Stuttgart 1991.
- Die Ordnung moderner Gesellschaft. Gesellschaftstheorie und christliche Sozialethik im Dialog. Verlag W. Kohlhammer, Stuttgart 1996.
- Christliche Sozialethik. Schöningh, Paderborn 2010 (UTB Nr. 3337), (Grundwissen Theologie), ISBN 978-3-8252-3337-2